# Sedum anglicum
Sedum anglicum es una planta de la familia de las crasuláceas.

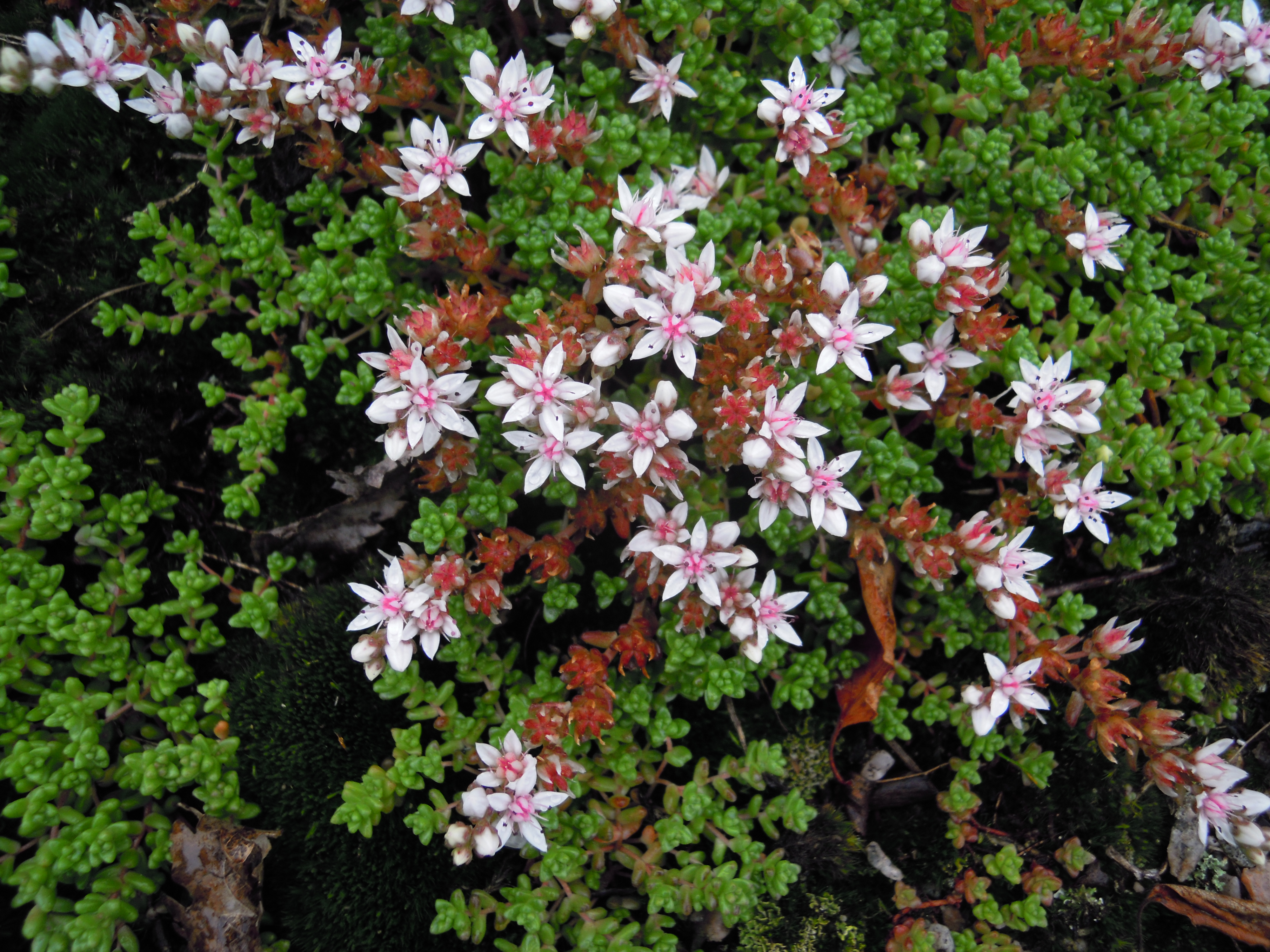
Vista de la planta

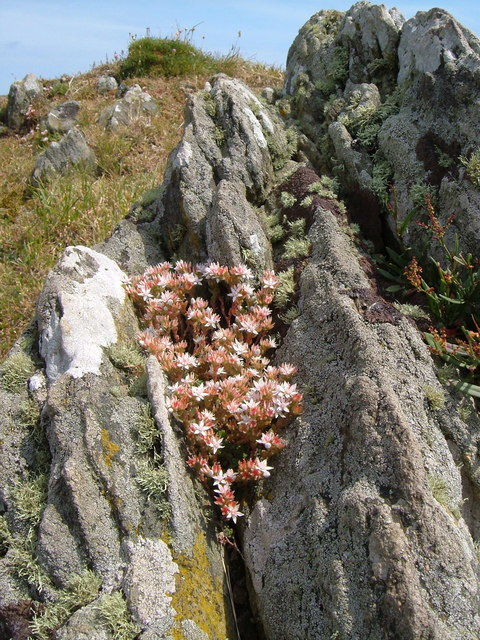
En su hábitat

## Descripción
Sedum anglicum es una pequeña suculenta perenne. Baja, cespitosa, grisácea o rojiza, de hojas cilíndricas o casi globulares de hasta 5 mm, con cabillos de generalmente menos de 15 cm. Flores blancas o rosas de 12 mm de diámetro, apiñadas en una inflorescencia pequeña; pétalos doble de largo que los sépalos, ovados, que están fusionados por abajo, Florece en primavera y verano. 

## Hábitat
Habita en rocas y suelo arenoso, cerca del mar.

## Distribución
Gran Bretaña, Francia, Irlanda, España, Portugal, Noruega y Suecia.

## Taxonomía
Sedum anglicum fue descrita por William Hudson y publicado en Flora Anglica, Editio Altera 1: 196. 1778.
Etimología
Ver: Sedum
anglicum: epíteto latino que significa "de Inglaterra".
Sinonimia
- Sedum hudsoniamum Lange, nom. illeg.
- Sedum pyrenaicum Lange,  (1857[3][4]

## Nombres comunes
- Castellano: vermicularia inglesa.[3]